# Velika nagrada Brazilije 2006
Velika nagrada Brazilije 2006 je bila osemnajsta in zadnja dirka Svetovnega prvenstva Formule 1 v sezoni 2006. Odvijala se je 22. oktobra 2006.
Dirka je odločala tako o dirkaškem kot o konstruktorskem naslovu prvaka, ki sta ga osvojila Fernando Alonso in Renault že drugo leto zapored. To je bila zadnja dirka sedemkratnega prvaka Michaela Schumacherja pri moštvu Ferrari.
Zmagal je dirkač Ferrarija Felipe Massa, drugi je bil Fernando Alonso z Renaultom, tretji pa Jenson Button s Hondo. Massina zmaga je bila prva brazilska zmaga na domači dirki po letu 1993, ko je zmagal Ayrton Senna. Michael Schumacher je končal kot četrti kljub desetem štartnem mestu in predrti pnevmatiki med dirko.

## Poročilo

### Pred dirko
Po okvari motorja na dirkalniku Michaela Schumacherja in zmagi Fernanda Alonsa na prehodni dirki za Veliko nagrado Japonske, je imel Alonso deset točk prednosti pred Schumacherjem v prvenstvu in je tako potreboval le še eno točko za zagotovitev naslova. Schumacher bi naslov osvojil le ob svoji zmago in odstopu Alonsa zaradi zmage več ob izenačenem seštevku točk. Felipe Massa je pred dirko držal tretje mesto v prvenstvu le točko pred Giancarlom Fisichello, ki je imel devet točk prednosti pred Kimijem Räikkönenom. Šesto mesto v prvenstvu pa je imel Jenson Button že zagotovljeno, saj je imel enajst točk zaostanka za Räikkönenom in 22 točk prednosti pred moštvenim kolegom pri Hondi, Rubensom Barrichellom.
V konstruktorskem prvenstvu je Renault vodil pred Ferrarijem za devet točk, tako da je potreboval Renault za zagotovitev naslova deset točk. Tretje uvrščeni McLaren je že imel to mesto zagotovljeno, saj je imel 81 točk zaostanka za Ferrarijem in 27 točk prednosti pred četrto Hondo. Nato sta sledila BMW Sauber in Toyota, ki ju je v boju za peto mesto ločila le ena točka, Red Bull Racing pa se s 19 točkami zaostanka za Toyoto v ta dvoboj ni mogel več vmešati.

### Kvalifikacije
V zadnjem delu kvalifikacij je že v prvem krogu Michael Schumacher močno upočasnil in zapeljal nazaj v bokse. Zaradi okvare na dovodu goriva v odločilnem delu kvalifikacij sploh ni vozil, tako da je ostal brez časa in moral štartati z desetega mesta. Najboljši štartni položaj je osvojil njegov moštveni kolega, Felipe Massa, drugo štartno mesto Kimi Räikkönen, nato pa so se do petega mesta zvrstili še Jarno Trulli, Fernando Alonso in Rubens Barrichello.

### Dirka

#### Štart
Na štartu je Felipe Massa ostal na prvem mestu pred Kimijem Räikkönenom in Jarnom Trullijem. Fernando Alonso je kljub napadu Rubensa Barrichella po zunanji strani prvega ovinka zadržal četrto mesto. Michael Schumacher je dobro štartal, toda v prvem ovinku je moral popustiti in spustiti oba BMW Sauberja, da se je izognil trčenju. V četrtem ovinku mu je uspelo prehiteti oba BMW-ja, ki ju je oviral Robert Kubica pri prehitevanju svojega moštvenega kolega, Nicka Heidfelda, na štartno-ciljni ravnini. V ozadju sta v četrtem ovinku med sabo trčila oba Williams-Coswortha, Nico Rosberg je zadel zadnji del dirkalnika Marka Webbra. Trčenje je močno poškodovalo oba dirkalnika, tako da je moral Webber, ki je ostal brez zadnjega krilca, ob koncu kroga odstopiti. Rosberg pa je na vhodu na štartno-ciljno ravnino močno trčil v ogradi. Sicer jo je odnesel brez poškodb, toda zaradi nevarnih karbonskih delcev na stezi je moral posredovati varnostni avto, da bi stezo lahko očistili. Pred varnostnim avtomobilom je Michael Schumacher pridobil še dve mesti s prehitevanjem svojega brata po zunanji strani na štartno-ciljni ravnini in Barrichella, ki ga je že prej prehitel tudi Giancarlo Fisichella.

#### Varnostni avto
Za varnostnim avtom ob koncu drugega kroga so se zvrstili Massa, Räikkönen, Trulli, Alonso, Fisichella in Michael Schumacher, ki sta oba pridobila kar nekaj mest. Deseterico so zaključevali Barrichello, Ralf Schumacher, Kubica in Button, ki je prehitel Heidfelda in Pedra de la Roso.

#### Leteči štart
Dirka se je nadaljevala z letečim štartom v šestem krogu, ko je Button napadel Kubico po notranji strani in štartno-ciljno črto sta prečkala z razliko le 36 tisočink sekunde. Michael Schumacher je takoj napadel Renault Fisichelle, ki je moral ščititi notranjo linijo v četrtem in petem ovinku. V naslednjem krogu je Button prehitel Ralfa Schumacherja in se prebil na osmo mesto, medtem pa se je Massa oddaljeval od konkurentov. Njegov moštveni kolega, Schumacher, je še napadal Fisichello in na štartno-ciljni ravnini mu je prehitevanje uspelo, toda Fisichella ga je ob vstopu v prvi ovinek rahlo zadel s svojim sprednjim krilcem v zadnjo levo pnevmatiko. Schumacherja je začelo močno zanašati, saj je pnevmatika začela spuščati zrak, tako da je moral močno upočasniti, da ni poškodoval platišča. Ob tem so ga prehiteli prav vsi dirkači, saj je moral do boksov prevoziti skoraj cel krog. Menjava vseh štirih koles in dolivanje je trajalo enajst sekund, nato pa je zapeljal nazaj na stezo tik pred Masso, tako da je za njim zaostajal skoraj za krog.
Oba Ferrarija sta začela nizati najhitrejše kroge, Massa je povečeval prednost v sekundah, medtem pa sta morala oba dirkača Toyote, Ralf Schumacher in Jarno Trulli, odstopiti. To je pomenilo, da je bil vrstni red v enajstem krogu: 1. Massa, 2. Räikkönen, 3. Alonso, 4. Fisichella, 5. Barrichello, 6. Button, 7. Kubica, 8. de la Rosa, 9. Heidfeld, 10. Scott Speed, 11. Vitantonio Liuzzi, 12. David Coulthard, 13. Takuma Sato, 14. Christijan Albers, 15. Sakon Yamamoto, 16. Robert Doornbos, 17. Tiago Monteiro in 18. oziroma zadnji Michael Schumacher s Ferrarijem.
Dirka se je zdaj nekoliko umirila, Ferrarija sta bila še vedno najhitrejša, Alonso pa se je približal McLarnu Räikkönena na dve sekundi. Coulthardov Red Bull-Ferrari je v 14. krogu zaradi mehanskih težav moral odstopiti. Prvi načrtovani postanki so se začeli v 21. krogu, ko so zapeljali v bokse Räikkönen, Fisichella in Barrichello. Fisichellov postanek je bil nekoliko počasnejši od Barrichellovega, tako da bi oba skoraj trčila na izhodu iz boksov, Fisichelli pa je le uspelo zadržati mesto. Na stezo so se vrnili na 7., 8. in 9. mesto, tik za de la Roso in Heidfeldom, ki je bil v ovinkih hitrejši, toda na ravnini ni imel dovolj hitrosti, da bi obšel McLarna. Massa se je svojemu moštvenemu kolegu približal le na nekaj sekund, ko je postavil najhitrejši krog 1:12,8, tik preden je v 23. krogu, ko je imel 15 sekund prednosti pred Alonsom, zapeljal v bokse. Massa je stal v boksih osem sekund, nato pa zapeljal nazaj na stezo na tretje mesto za Buttna, ki se je prebil na drugo mesto, kljub temu da je štartal s 14. štartnega mesta. Toda Button je zapeljal na postanek že krog kasneje, trajal je 7.9 sekund, vrnil pa se je na 7. mesto pred Fisichello in Barrichella. Alonso je opravil postanek krog kasneje in se vrnil na stezo tik pred Räikkönenom, toda oba sta bila za de la Roso in Heidfeldom. Kubica je z drugega mesta zapeljal v bokse v 26. krogu in se vrnil na stezo kot 9., še krog kasneje pa je postanek opravil njegov moštveni kolega, ki pa je zaostal še za obema Toro Rossoma. Med tem je Button na koncu štartno-ciljne ravnine s poznim zaviranjem uspel prehiteti Räikkönena. Massa je imel že 17 sekund prednosti pred de la Roso, ki je opravil postanek v boksih šele osem krogov kasneje. Sledili so Alonso, Button in Räikkönen z majhno prednostjo pred Fisichello in Barrichellom.

#### Lov Michaela Schumacherja
Michael Schumacher je po postankih Agurijev napredoval na 13. mesto, v 31. krogu je prehitel Doornbosa in se približal Liuzziju, ki je bil pred tem udeležen v rahlo trčenje z Heidfeldom, ko ga je ta prehiteval v prvem ovinku. BMW je pri tem utrpel manjšo škodo na sprednjem krilcu, toda lahko je nadaljeval. Liuzzi je moral na postanek v boksih in Schumacher je bil že 11., le tri sekunde za Heidfeldom. V 33. krogu sta oba pridobila mesto ob postanku Scotta Speeda v boksih. Med tem pa je imel Massa že 23 sekund prednosti pred de la Roso, Alonsom, Buttnom in Räikkönenom, ki so bili še vedno zelo skupaj. De la Rosa je v 35. krogu zapeljal v bokse na postanek, ki je trajal 10.8 sekund, nato pa se vrnil na stezo tik za Schumacherja, ki je krog kasneje z lahkoto prehitel še Heidfelda. Nato je že z razmeroma prazno posodo za gorivo postavil dva najhitrejša kroga (1:12.8 in 1:12.4) in se približal Kubici na osmem mestu. Heidfeld je moral v 38. krogu ponovno v bokse, da so mu zamenjali prednje krilce in padel je izven mest, ki prinašajo točke. Krog kasneje je Schumacher prehitel Kubico v prvem ovinku, toda nato je v 9. ovinku nenadoma upočasnil in Kubica ga je prehitel nazaj. Toda Schumacher je že v naslednjem krogu na štartno-ciljni ravnin ponovno uspel priti mimo Poljaka. Schumacher se je približeval šesto uvrščenemu Barrichellu z več kot sekundo na krog, ko so se približevali drugi in zadnji postanki vodilnih dirkačev.
Barrichello je zapeljal prvi v bokse v 46. krogu, krog kasneje pa še Schumacher, ki je bil pred tem na stezi že 36 krogov po prvem nenačrtovano zgodnjem postanku. Vrnil se je med Barrichella in de la Roso, ki je že opravil svoj edini postanek. Fisichella je zapeljal v bokse v 49. krogu (7.2s), medtem pa je Schumacher z novimi pnevmatikami postavil najhitrejši krog (1:12.3) in se močno približal bivšemu moštvenemu kolegu, Barrichellu. Krog kasneje je v bokse zavil Button (7.3s), medtem pa je Schumacher z lahkoto obšel še Barrichella po notranji strani na štartno-ciljni ravnini. Räikkönen je bil naslednji v boksih, vrnil pa se je na četrto mesto, tik za Buttnom. Massa je opravil postanek v 52. krogu, toda vrnil se je mesto pred Alonsa, ki je zadržal drugo mesto tudi po svojem postanku dva kroga kasneje (6.8s).

##### M. Schumacher vs. Fisichella
Schumacher je začel ogrožati drugega dirkača Renaulta, Fisichello, kar bi lahko bilo pomembno za konstruktorski naslov. Če bi Ferrarijema uspela dvojna zmaga, Renaulta pa bi bila 3. in 6., bi bili moštvi izenačeni, toda zaradi več zmag bi naslov osvojili Italijani. 15 krogov pred koncem je bil Schumacher le pol sekunde za Fisichello, Räikkönen pa le nekaj sekund pred njim. Toda Renault je bil podobno hiter na ravnini kot Ferrari in Schumacher ga ni mogel prehiteti tako lahko kot nekatere druge dirkače. V 57. krogu je ponovno nenadoma upočasnil v 9. ovinku, kar bi lahko kazalo na to, da težave iz kvalifikacij niso popolnoma odpravljene, toda kmalu je bil spet tik za Fisichello. V zanimivem boju je Fisichelli uspelo zadrževati Schumacherja, toda v 62. krogu je Rimljan prepozno zaviral pred prvim ovinkom in Ferrari ga je prehitel po notranji strani. Renault je odneslo na travo, toda uspelo se mu je vrniti za stezo tik pred Barrichellom. Krogi, ko je Schumacher obtičal za Fisichello so se izkazali kot odločilni za rezultat dirke, saj bi teh nekaj sekund lahko pomenilo veliko v zadnjih krogih.

##### M. Schumacher vs. Räikkönen
Schumacher se je takoj približal četrto uvrščenemu Räikkönenu, ki je nekoliko zaostal za Buttnom in Alonsom. V 64. krogu je bilo dirke za Nicka Heidfelda konec zaradi okvare zadnjega vzmetenja na njegovem BMW-ju. To je povzročilo rumene zastave ravno pred prvim ovinkom, tako da Schumacher ni mogel napasti Räikkönena. Toda ta je v 10. ovinku storil majhno napako in Schumacher je uspel zapeljati ob bok McLarnu. Kljub temu, da je bil na zunanji strani naslednjega ovinka in je moral popustiti, je bil štiri kroge pred koncem takoj pripravljen za naslednji napad, toda Räikkönen je dobro branil notranjo linijo v prvi ovinek. Krog kasneje je bil Schumacher še bližje, Räikkönen je spet branil notranjo linijo, toda Schumacherju je uspelo zapeljati Fincu ob bok, kljub temu da je bilo med zidom in McLarnom malo prostora. V prvi ovinek sta zapeljala skupaj, toda Räikkönen je moral pred drugim ovinkom popustiti, saj je bil na umazani strani steze. Schumacher je tako ugnal tudi svojega naslednika pri Ferrariju.

#### Zaključek
Z le tremi krogi do konca je Schumacher začel loviti Alonsa in Buttna, v predzadnjem krogu je postavil najhitrejši krog (1:12.1), toda ni se mu uspelo povsem približati Angležu. Alonso je z drugim mestom osvojil naslov, prav tako tudi Renault, Massa pa je zmagal in postal prvi Brazilski zmagovalec v São Paulu po letu 1993, ko je podobno uspelo Ayrtonu Senni.

## Rezultati

### Kvalifikacije
| Poz | Dirkač               | Konstruktor         | 3. del    | 2. del   | 1. del    |
| --- | -------------------- | ------------------- | --------- | -------- | --------- |
| 1   | Felipe Massa         | Ferrari             | 1:10,680  | 1:10,775 | 1:10,643  |
| 2   | Kimi Räikkönen       | McLaren-Mercedes    | 1:11,299  | 1:11,386 | 1:12,035  |
| 3   | Jarno Trulli         | Toyota              | 1:11,328  | 1:11,343 | 1:11,885  |
| 4   | Fernando Alonso      | Renault             | 1:11,567  | 1:11,148 | 1:11,791  |
| 5   | Rubens Barrichello   | Honda               | 1:11,619  | 1:11,578 | 1:12,017  |
| 6   | Giancarlo Fisichella | Renault             | 1:11,629  | 1:11,461 | 1:12,042  |
| 7   | Ralf Schumacher      | Toyota              | 1:11,695  | 1:11,550 | 1:11,713  |
| 8   | Nick Heidfeld        | BMW Sauber          | 1:11,882  | 1:11,648 | 1:12,307  |
| 9   | Robert Kubica        | BMW Sauber          | 1:12,131  | 1:11,589 | 1:12,040  |
| 10  | Michael Schumacher   | Ferrari             | brez časa | 1:10,313 | 1:11,565  |
| 11  | Mark Webber          | Williams-Cosworth   |           | 1:11,650 | 1:11,973  |
| 12  | Pedro de la Rosa     | McLaren-Mercedes    |           | 1:11,658 | 1:11,825  |
| 13  | Nico Rosberg         | Williams-Cosworth   |           | 1:11,679 | 1:11,974  |
| 14  | Jenson Button        | Honda               |           | 1:11,742 | 1:12,085  |
| 15  | Robert Doornbos      | Red Bull-Ferrari    |           | 1:12,591 | 1:12,530  |
| 16  | Vitantonio Liuzzi    | Toro Rosso-Cosworth |           | 1:12,861 | 1:12,855  |
| 17  | Scott Speed          | Toro Rosso-Cosworth |           |          | 1:12,856  |
| 18  | Christijan Albers    | Spyker MF1-Toyota   |           |          | 1:13,138  |
| 19  | David Coulthard      | Red Bull-Ferrari    |           |          | 1:13,249  |
| 20  | Takuma Sato          | Super Aguri-Honda   |           |          | 1:13,269  |
| 21  | Sakon Jamamoto       | Super Aguri-Honda   |           |          | 1:13,357  |
| 22  | Tiago Monteiro       | Spyker MF1-Toyota   |           |          | brez časa |

### Dirka
| Poz | Št | Dirkač               | Konstruktor         | Krogi | Čas/Odstop  | Št. m. | Toč |
| --- | -- | -------------------- | ------------------- | ----- | ----------- | ------ | --- |
| 1   | 6  | Felipe Massa         | Ferrari             | 71    | 1:31:53,751 | 1      | 10  |
| 2   | 1  | Fernando Alonso      | Renault             | 71    | + 18,658 s  | 4      | 8   |
| 3   | 12 | Jenson Button        | Honda               | 71    | + 19,394 s  | 14     | 6   |
| 4   | 5  | Michael Schumacher   | Ferrari             | 71    | + 24,094 s  | 10     | 5   |
| 5   | 3  | Kimi Räikkönen       | McLaren-Mercedes    | 71    | + 28,503 s  | 2      | 4   |
| 6   | 2  | Giancarlo Fisichella | Renault             | 71    | + 30,287 s  | 6      | 3   |
| 7   | 11 | Rubens Barrichello   | Honda               | 71    | + 40,294 s  | 5      | 2   |
| 8   | 4  | Pedro de la Rosa     | McLaren-Mercedes    | 71    | + 52,068 s  | 12     | 1   |
| 9   | 17 | Robert Kubica        | BMW Sauber          | 71    | + 1:07,642  | 9      |     |
| 10  | 22 | Takuma Sato          | Super Aguri-Honda   | 70    | +1 krog     | 19     |     |
| 11  | 21 | Scott Speed          | Toro Rosso-Cosworth | 70    | +1 krog     | 16     |     |
| 12  | 15 | Robert Doornbos      | Red Bull-Ferrari    | 70    | +1 krog     | 22     |     |
| 13  | 20 | Vitantonio Liuzzi    | Toro Rosso-Cosworth | 70    | +1 krog     | 15     |     |
| 14  | 19 | Christijan Albers    | Spyker MF1-Toyota   | 70    | +1 krog     | 17     |     |
| 15  | 18 | Tiago Monteiro       | Spyker MF1-Toyota   | 69    | +2 kroga    | 21     |     |
| 16  | 23 | Sakon Jamamoto       | Super Aguri-Honda   | 69    | +2 kroga    | 20     |     |
| 17  | 16 | Nick Heidfeld        | BMW Sauber          | 63    | Trčenje     | 8      |     |
| Ods | 14 | David Coulthard      | Red Bull-Ferrari    | 14    | Menjalnik   | 18     |     |
| Ods | 8  | Jarno Trulli         | Toyota              | 10    | Vzmetenje   | 3      |     |
| Ods | 7  | Ralf Schumacher      | Toyota              | 9     | Vzmetenje   | 7      |     |
| Ods | 9  | Mark Webber          | Williams-Cosworth   | 1     | Trčenje     | 11     |     |
| Ods | 10 | Nico Rosberg         | Williams-Cosworth   | 0     | Trčenje     | 13     |     |

### Najhitrejši krogi
| Poz | Št | Dirkač               | Konstruktor       | Krog | Čas       |
| --- | -- | -------------------- | ----------------- | ---- | --------- |
| 1   | 5  | Michael Schumacher   | Ferrari           | 70   | 1:12.162  |
| 2   | 1  | Felipe Massa         | Ferrari           | 23   | 1:12.877  |
| 3   | 6  | Fernando Alonso      | Renault           | 70   | 1:12.961  |
| 4   | 12 | Jenson Button        | Honda             | 70   | 1:13.053  |
| 5   | 2  | Giancarlo Fisichella | Renault           | 70   | 1:13.121  |
| 6   | 3  | Kimi Räikkönen       | McLaren-Mercedes  | 58   | 1:13.281  |
| 7   | 23 | Sakon Jamamoto       | Super Aguri-Honda | 67   | 1:13.379  |
| 8   | 11 | Rubens Barrichello   | Honda             | 48   | 1:13.391  |
| 9   | 22 | Takuma Sato          | Super Aguri-Honda | 47   | 1:13.401  |
| 10  | 20 | Vitantonio Liuzzi    | STR-Cosworth      | 69   | 1:13.687  |
| 11  | 15 | Robert Doornbos      | Red Bull-Ferrari  | 62   | 1:13.700  |
| 12  | 4  | Pedro de la Rosa     | McLaren-Mercedes  | 63   | 1:13.817  |
| 13  | 21 | Scott Speed          | STR-Cosworth      | 69   | 1:13.862  |
| 14  | 17 | Robert Kubica        | Sauber-BMW        | 25   | 1:14.117  |
| 15  | 16 | Nick Heidfeld        | Sauber-BMW        | 18   | 1:14.163  |
| 16  | 18 | Tiago Monteiro       | Spyker MF1-Toyota | 38   | 1:14.410  |
| 17  | 19 | Christijan Albers    | Spyker MF1-Toyota | 61   | 1:14.591  |
| 18  | 8  | Jarno Trulli         | Toyota            | 9    | 1:14.882  |
| 19  | 14 | David Coulthard      | Red Bull-Ferrari  | 12   | 1:16.045  |
| 20  | 7  | Ralf Schumacher      | Toyota            | 8    | 1:16.835  |
| 21  | 9  | Mark Webber          | Williams-Cosworth | —    | brez časa |
| 22  | 10 | Nico Rosberg         | Williams-Cosworth | —    | brez časa |